# سينجوكو
الاسم بالعربي : سينجوكو 

الاسم بالأنجليزي : Sengoku 

الاسم بالياباني : センゴク
الاسم بالروماني : Sengoku
الانتماء : البحرية
المهنة (سابقاً) : الاسطول أدميرال
المهنة (حالياً) : القائد الاعلى للبحرية
اللقب : البوذا سينجوكو
الظهور الأول في المانجا : الفصل 234
الظهور الأول في الأنمي : الحلقة 151
مؤدي الصوت بالياباني :Takkou Ishimori 

مؤدي الصوت بالأنجليزي : Ed Blaylock
فاكهة الشيطان : نموذج بوذا
سبب الاستقالة من ادميرال الاسطول : 1- كبر السن 2- بعد موت اللحية البيضاء انتهى عهد القراصنة القديم وبهذا استقال سينجوكو من كونه رئيس للأسطول
.

## صفاته
سينجوكو رجل مخلص لحكومة العالم , وهو شخص ذكي صاحب استراتيجيات , ومن وجهة نظر سينجوكو لشيبوكاي فهو يعتبرهم كباقي القراصنة , ولقد كان سابقاً (دميرال) , ولكن أصبح الآن (أدميرال الأسطول) ,ولقد كان يعرف بأن الثوري مونكي .دي. دراجون ابن صديقه نائب الأدميرال مونكي .دي. جارب , وكان يعرف بأن مونكي .دي. دراجون والد مونكي دي لوفي , أي مونكي .دي. جارب جد لوفي , وهو أيضاً من أرسل الباستر كول لتدمير جزيرة اوهارا , ولقد تقاتل مع أشخاص أقوياء في عصر روجر (ملك القراصنة) . ويمتلك فاكهة البوذا التي تمكنه من التضخم بشكل كبير على شكل بوذا ذهبي

## مظهره
سينجوكو رجل طويل القامة , و لديه عضلات قوية , وهو أيضاً ضخم , وهو رجل في منتصف العمر , ويمتلك لحية طويلة وشارب , وعادة ما تكون بجانبه معزته وهو عادة ما يرتدي نظارات ويلبس زي البحرية ولديه العديد من الأوسمة ويضعها في الجزء الأمامي الأيسر من صدره , ويرتدي أيضاً طائر النورس بحجم طبيعي على قبعته , ومعطف البحرية المتضخم , ويرتدي حذاء أسود , ولديه شعر أفرو ولكن يغطيه بقبعته وفي عصر روجر لم يكن يرتدي قبعة , وكان يرتدي زي أبيض فوقه أسود ومعطف أبيض وكرفتة زرقاء.

## علاقاته

### القراصنة
جميع القراصنة أعداء سينجوكو بما فيهم جول .دي. روجر والأسد الذهبي شيكي و اللحية البيضاء.

### مونكي دي جارب
وهو صديق سينجوكو منذ عصر روجر ولديهم العديد من المواقف المضحكة.

### نائبته (ادفايسور تسورو)
هي امراة كبيرة في السن ولكن لا ننخدع بالمظهر فهي نائبة سينجوكو ويبدو أنها قوية تمتلك فاكهة غسيل الملابس

## تاريخه
لقد كان سينجوكو في الماضي أدميرال ولا يقل قوة عن اساطير البحر مثل روجر الوايت بيرد وجارب ولكن تمت ترقيته لأدميرال الأسطول (رئيس الأدميرالات) ولقد ظهر في الماضي في حادثة اوهارا وعصر روجر ولقد تقاتل سينجوكو وجارب مع الأسد الذهبي شيكي لأنهم قرروا أن يعدمرا روجر (ملك القراصنة) في الأزرق الشرقي في مدينة لوقو تاون , لقد ارسل سينجوكو الباستر كول لتدمير جزيرة اوهارا بعد أن اكتشفت حكومة العالم بأنهم يجرون أبحاث عن البونجليف ولقد حاول جاغورا .دي. ساولو التحدث معه ولكن هذا لم يغير من رأي سينجوكو , ولقد وضع مكافئة 79 مليون بيلي على نيكو روبن وقال حتى لو كانت صغيرة فهي تشكل خطر كبير . لقد كان سينجوكو في ذلك الوقت ادميرال ولقد تواجه في ذلك الوقت شيكي وروجر ولكن جاءت عاصفة فدمرت سفن شيكي ولقد اصطدم مقود السفينة برأس شيكي فعلق في رأسه ولكن عند إعلان إعدام روجر في الأزرق الشرقي في مدينة لوقو تاون غضب شيكي فتوجه إلى لمارين فور وحدث هناك فوضى كبيرة ولكن جاء سينجوكو وجارب فتواجهوا مع شيكي ولكن هزم شيكي وسجن في الأمبل داون ولقد تدمرت نصف الجزيرة من قتالهم ولكن بعد أن سجن شيكي في الأمبل داون قطع رجليه واستطاع الهروب وكاد أن يقتل هانيبل ولقد تعجب ماجلان بأنه قطع رجليه وهرب ووصلت أخبار هروب شيكي إلى
سينجوكو , ولقد قال شيكي للحية البيضاء بأنه سيغيب مدة طويلة ولم يظهر بعد ذلك شيكي
(لقد ظهر شيكي في الفلم العاشر). لقد حضر السينجوكو الاجتماع لمناقشة من سيكون الشيبوكاي الجديد بعد هزيمة لوفي لشيبوكاي السابق كروكودايل ولم يكن متوقع حضور الشيبوكاي ولقد جاء شخص من طاقم
اللحية السوداء وعرض عليهم أن يكون اللحية السوداء هو الشيبوكاي الجديد وسوف يثبت
لهم ذلك بالقبض على شخص تكون مكافئته 100000000 وأكثر . لقد أعلن سينجوكو عن أب بورتوجاس .دي. ايس وهو ملك القراصنة روجر ولفد تفاجئة الجميع بذلك , وأن أم ايس برتوجاس .دي. روج لقد جعلت ايس في بطنها لمدة 21 شهر ولقد قال سينجوكو أيضاً هذا مايعرف بفخر الأم , ولقد وضع إستراتيجية في الحرب وكان ابن الدقرة مرتاح
سوف يقطعون البث ويعدمون ايس قبل الوقت المحدد , ولقد وصل لوفي ومن معه إلى
ساحة المعركة ولقد أعلن سينجوكو أن لوفي هو ابن الثوري دراجون أخطر مجرم في العالم , ولقد أمر أوكيجي أن يجمد الدن دن موشي ليقطع الاتصال وأمر اكاينو أن يذوب الجليد , ولقد قال لجارب : يبدو أنه مستحيل أن لا نشارك نحن الأثنين في المعركة ولقد استغرب سينجوكو حين إطلاق لوفي للهاكي الملكي , وحين وصول لوفي إلى منصة الإعدام وبدأ بفك أصفاد البحر استخدم سينجوكو قدرته وهي على نموذج بوذا عملاقة ولقد قال : بأنه سيعدم لوفي وايس بيديه ولكن قال لوفي لمستر ثري بأن يحمي ايس ولقد استخدم لوفي فاكهته لصد ضربة سينجوكو ولكنه تأذى من الضربة وتدمرت المنصة فسقطوا جميعاً.

## معاركه
- سينجوكو و مونكي .دي. جارب ضد شيكي
- سينجوكو ضد مونكي .دي. لوفي و السيد ثلاثة
- سينجوكو و مونكي دي جارب ضد قراصنة اللحية السوداء

## قدراته
يستخدم سينجوكو فاكهه الشيطان من نوع نموذج بوذا (هيتو هيتو نومي) و يمكنه صد هجمات أعدائه و أيضا يستخدم الهاكي الملكي لكونه رئيس الأدميرالات.